# Глива Євген Миколайович
Євген Миколайович Глива (10 листопада 1983) — український спортсмен, Майстер спорту України, ультрамарафонець. Особистий рекорд: 100 кілометрів — 6 годин 49 хвилин.

## Життєпис
Народився 10 листопада 1983 року в селі Малій Павлівці, Сумська область. Закінчив магістратуру Сумського державного педагогічного університету імені А. С. Макаренка за спеціальністю «Фізичне виховання». Працює тренером ДЮСШ Охтирського району. Майстер спорту України. Особистий рекорд: 100 кілометрів — 6 годин 49 хвилин.
Брав участь у майже 30 міжнародних ультрамарафонських забігах, які проходили у понад 20 країнах світу. Нині він посідає друге місце у світовому рейтингу ультрамарафонців, які спеціалізуються на бігу в пустелях, поступаючись лише марокканцю Рашиду ель Мурабіді. А у 2015 році Євген пробіг марафонську дистанцію на Wizz Air Kyiv City Marathon, де став переможцем.